# Gary Barlow
Gary Barlow (Frodsham (Cheshire), 20 januari 1971) is een Engelse zanger, songwriter, bandleader en producent.
Barlow maakt deel uit van de groep Take That. Nadat de band in 1996 uit elkaar was gegaan, begon hij een solocarrière. Op 12 januari 2000 trouwde Barlow met zijn vriendin, danseres Dawn Andrews. Samen hebben ze een zoon en twee dochters. In 2012 werd hun vierde kind, een dochter, dood geboren.
Vanaf 2011 fungeerde Barlow drie seizoenen als jurylid in de Britse versie van The X Factor, ter vervanging van Simon Cowell.

## Discografie
Zie ook discografie Take That.

### Albums
| Album met eventuele hitnotering(en) in de Nederlandse Album Top 100 | Datum van verschijnen | Datum van binnenkomst | Hoogste positie | Aantal weken | Opmerkingen               |
| ------------------------------------------------------------------- | --------------------- | --------------------- | --------------- | ------------ | ------------------------- |
| Open road                                                           | 26-05-1997            | 07-06-1997            | 13              | 13           |                           |
| Twelve months, eleven days                                          | 11-10-1999            | -                     |                 |              |                           |
| Sing                                                                | 28-05-2012            | -                     |                 |              | met The Commonwealth Band |
| Since I saw you last                                                | 25-11-2013            | -                     |                 |              |                           |

| Album met hitnotering(en) in de Vlaamse Ultratop 200 albums | Datum van verschijnen | Datum van binnenkomst | Hoogste positie | Aantal weken | Opmerkingen |
| ----------------------------------------------------------- | --------------------- | --------------------- | --------------- | ------------ | ----------- |
| Open road                                                   | 1997                  | 14-06-1997            | 7               | 12           |             |
| Since I saw you last                                        | 2013                  | 22-02-2014            | 179             | 1            |             |

### Singles
| Single met eventuele hitnotering(en) in de Nederlandse Top 40 | Datum van verschijnen | Datum van binnenkomst | Hoogste positie | Aantal weken | Opmerkingen                                                              |
| ------------------------------------------------------------- | --------------------- | --------------------- | --------------- | ------------ | ------------------------------------------------------------------------ |
| Forever love                                                  | 08-07-1996            | 20-07-1996            | 7               | 9            | Nr. 6 in de Single Top 100 / Alarmschijf                                 |
| Love won't wait                                               | 28-03-1997            | 10-05-1997            | 21              | 4            | Nr. 32 in de Single Top 100                                              |
| So help me girl                                               | 1997                  | 19-07-1997            | tip4            | -            | Nr. 58 in de Single Top 100                                              |
| Shame                                                         | 23-08-2010            | 11-09-2010            | 10              | 14           | met Robbie Williams / Nr. 4 in de Single Top 100                         |
| Sing                                                          | 28-05-2012            | -                     |                 |              | met The Commonwealth Band & Military Wives / Nr. 69 in de Single Top 100 |

| Single met hitnotering(en) in de Vlaamse Ultratop 50 | Datum van verschijnen | Datum van binnenkomst | Hoogste positie | Aantal weken | Opmerkingen                                      |
| ---------------------------------------------------- | --------------------- | --------------------- | --------------- | ------------ | ------------------------------------------------ |
| Forever love                                         | 1996                  | 27-07-1996            | 5               | 15           | Nr. 5 in de Radio 2 Top 30                       |
| Love won't wait                                      | 1997                  | 31-05-1997            | 43              | 2            |                                                  |
| So help me girl                                      | 1997                  | 02-08-1997            | tip7            | -            |                                                  |
| Stronger                                             | 1999                  | 14-08-1999            | tip17           | -            |                                                  |
| Shame                                                | 2010                  | 11-09-2010            | 21              | 8            | met Robbie Williams / Nr. 6 in de Radio 2 Top 30 |
| Sing                                                 | 2012                  | 09-06-2012            | tip88           | -            | met The Commonwealth Band & Military Wives       |
| Let me go                                            | 2013                  | 26-10-2013            | tip90           | -            |                                                  |
| Face to face                                         | 2014                  | 08-02-2014            | tip55           | -            | met Elton John                                   |

### NPO Radio 2 Top 2000
Van Gary Barlow stond alleen Shame (met Robbie Williams) in 2011 in de NPO Radio 2 Top 2000, op plek 1718.

### Dvd's
| Dvd's met hitnoteringen in de Nederlandse Music Top 30 | Datum van verschijnen | Datum van binnenkomst | Hoogste positie | Aantal weken | Opmerkingen |
| ------------------------------------------------------ | --------------------- | --------------------- | --------------- | ------------ | ----------- |
| Since you saw him last - the tour - Live in Manchester | 2014                  | 20-12-2014            | 25              | 1            |             |

### Tracklist albums
- Open Road — (1997)

1. "Love Won't Wait" (4:17) (Madonna/S. Pettibone)
2. "So Help Me Girl" (4:29) (H. Perdew/A. Spooner)
3. "My Commitment" (4:48) (G. Barlow/D. Warren)
4. "Hang on in there baby" (3:39) (Johnny Bristol)
5. "Are You Ready Now" (4:19) (G. Barlow)
6. "Everything I Ever Wanted" (3:32) (G. Barlow)
7. "I Fall So Deep" (4:02) (L. Loftin/M. Gustafsson/A. Powers)
8. "Lay Down For Love" (5:33) (G. Barlow/R. Stannard/M. Rowbottom)
9. "Forever Love" (4:50) (G. Barlow)
10. "Never Knew" (3:50) (G. Barlow)
11. "Open Road" (4:23) (G. Barlow)
12. "Always" (3:32) (G. Barlow)

- Twelve Months, Eleven Days — (1999)

1. "For All That You Want" (3:36) (G. Barlow/M. Martin/K. Lundin)
2. "Arms Around Me" (3:50) (G. Barlow/P. Vettese)
3. "Lie To Me" (5:30) (G. Barlow)
4. "Fast Car" (4:45) (G. Barlow)
5. "Stronger" (3:40) (G. Barlow/G. Gouldman)
6. "All That I've Given Away" (4:30) (G. Barlow)
7. "Wondering" (3:43) (G. Barlow)
8. "Don't Need A Reason" (4:35) (G. Barlow)
9. "Before You Turn Away" (4:35) (G. Barlow)
10. "Walk" (5:20) (G. Barlow)
11. "Nothing Feels The Same" (4:05) (G. Barlow)
12. "Yesterday's Girl" (6:54) (G. Barlow)
13. "Lie To Me" (4:04) (G. Barlow)

- In And Out Of Consciousness - (2010)

1. "Shame" (4.24) (G. Barlow/R. Williams)

## Geschreven voor anderen
- Score en lyrics voor Finding Neverland - The Musical
- Albumtrack Testify voor Amy Studt
- Albumtracks Always Be My Baby en I Won't Be There en de B-kant; Somebody voor Atomic Kitten
- Single Guilty en albumtracks Girl I'll Never Understand, Made For Loving You, Supersexual en de B-kant Whatever Happens voor Blue
- Albumtrack Easy Way Out voor Charlotte Church
- Singles Not Me, Not I en A Little Too Late en de albumtracks Butterfly, Longer, My Big Mistake, Running Away en Throw It Away voor Delta Goodrem
- Single Breeze On By en albumtracks Christmas Time, Climbing, In It For Love, Insecurity, Keep Her In Mind, My Perfect Rhyme, Shoulda Known Better, What I Meant To Say en Whenever You're In Trouble voor Donny Osmond
- Walking Away voor voormalig 10cc-lid Graham Gouldman
- B-kant Together voor H & Claire
- No Big Deal, Intoxicated, Conquered, Unbreakable voor Lara Fabian op haar album A Wonderful Life (2004)
- True To Yourself voor Vanessa Amorosi
- Leave Right Now voor Will Young